# Turbanella lutheri
Turbanella lutheri är en djurart som tillhör fylumet bukhårsdjur, och som beskrevs av Adolf Remane 1952. Turbanella lutheri ingår i släktet Turbanella och familjen Turbanellidae. Arten är reproducerande i Sverige. Inga underarter finns listade i Catalogue of Life.